# Pedrolino
Pedrolino è una maschera italiana della commedia dell'arte.

## Origini
Riveste il ruolo del contadino del periodo, con connotazioni di personaggio ingenuo e furbo allo stesso tempo. Queste caratteristiche verranno poi riprese e sviluppate nel personaggio francese di Pierrot.
La sua nascita è riconducibile all'evoluzione in un solo protagonista delle tre figure create da Giulio Cesare Croce di Bertoldo, Bertoldino e Cacasenno, ad opera dell'attore Flaminio Scala.
Presentato inizialmente con il nome di "Bertolino" dall'attore Nicolò Zecca, assume negli anni la figura di valletto, prendendo i nomi di Piero, Pierro ed infine Pedrolino. La sua figura è presente nelle rappresentazioni in compagnia di Arlecchino, Pantalone, ed è sposato con Franceschina.

## Galleria d'immagini

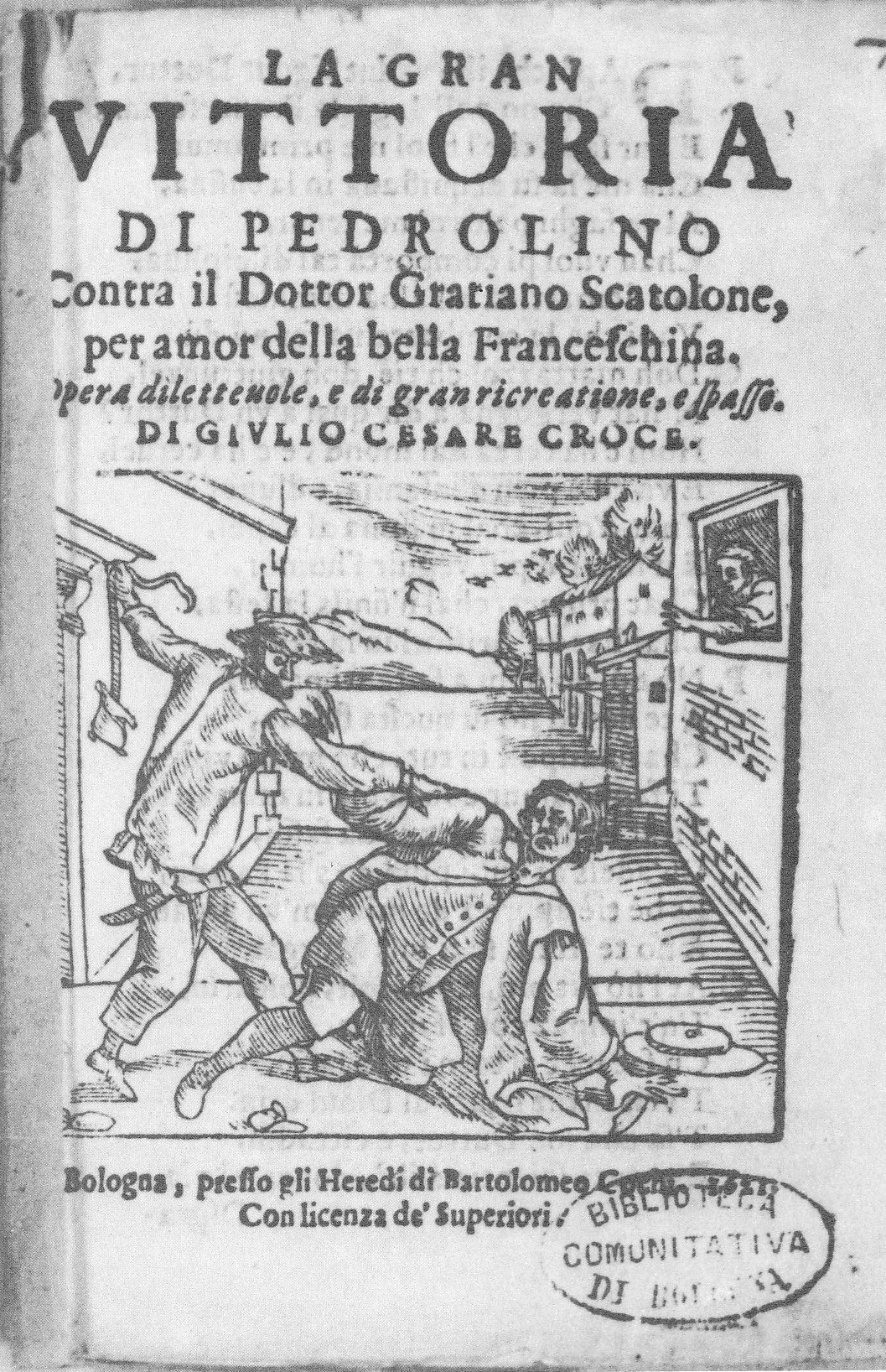
Copertina del 1621